# Arundinaria scandens
Arundinaria scandens är en gräsart som beskrevs av Thomas Robert Soderstrom och R.P. Ellis. Arundinaria scandens ingår i släktet Arundinaria och familjen gräs. Inga underarter finns listade i Catalogue of Life.